# Çağatay Vatan
Çağatay Vatan (* 20. Februar 1997 in Balıkesir) ist ein türkischer Fußballspieler.

## Karriere
Vatan begann mit dem Vereinsfußball in der Jugend von Balıkesirspor. Hier erhielt er im Sommer 2015 einen Profivertrag, spielte aber weiterhin überwiegend für die Reservemannschaft. Am 22. September 2015 gab er mit einem Pokalspiel sein Profidebüt.
Für die Saison 2018/19 wurde er an den Viertligisten Kırşehir Belediyespor ausgeliehen.